# Ашик Мехмед
Ашик Мехмед (на турски: Aşık Mehmed) е османски пътешественик и космограф.

## Биография
Роден е в Трабзон около 1555 – 1556 (963 – 964) година в семейството на учител в местно медресе. Прекарва съзнателния си живот пътувайки и служейки на алими. Оставя ценни пътеписи за европейските части на Османската империя.
Умира в Дамаск през 1598 (1006) година.